# Stepojeż
Stepojeż (Hemiechinus) – rodzaj ssaków z podrodziny jeży (Erinaceinae) w obrębie rodziny jeżowatych (Erinaceidae).

## Zasięg występowania
Rodzaj obejmuje gatunki występujące w Eurazji i północno-wschodniej Afryce.

## Morfologia
Długość ciała (bez ogona) 140–278 mm, długość ogona 10–55 mm, długość ucha 24–60 mm, długość tylnej stopy 30–55 mm; masa ciała 230–400 g.

## Systematyka
Rodzaj zdefiniował w 1866 roku austriacki przyrodnik Leopold Fitzinger w artykule poświęconym systematycznemu przeglądowi ssaków północno-wschodniej Afryki, w tym wybrzeża arabskiego, Morza Czerwonego, Somalii i krajów leżących nad Nilem, na południe do czwartego stopnia szerokości geograficznej północnej, opublikowanym na łamach Sitzungsberichte der Kaiserlichen Akademie der Wissenschaften. Mathematisch-Naturwissenschaftliche Classe. Fitzinger wymienił kilka gatunków – Erinaceus (Ericius) platyotis Sundevall, 1842 (= Erinaceus auritus J.F. Gmelin, 1770), Erinaceus aegyptius É. Geoffroy Saint-Hilaire, 1803 (= Erinaceus auritus J.F. Gmelin, 1770), Erinaceus brachydactylus J.A. Wagner, 1841 (= Erinaceus aethiopicus Ehrenberg, 1832), Hemiechinus pallidus Fitzinger, 1866 (= Erinaceus aethiopicus Ehrenberg, 1832) i Hemiechinus libycus Fitzinger, 1866 (= Erinaceus auritus J.F. Gmelin, 1770) – z których gatunkiem typowym jest Erinaceus (Ericius) platyotis Sundevall, 1842 (= Erinaceus auritus J.F. Gmelin, 1770).

### Etymologia
- Ericius: łac. ericius ‘jeż’[9]. Gatunek typowy (oznaczenie monotypowe): Erinaceus auritus J.F. Gmelin, 1770.
- Hemiechinus: gr. ἡμι- hēmi- ‘mały, pół’, od ἡμισυς hēmisus ‘połowa’; εχινος ekhinos ‘jeż’[10].
- Erinaceolus: rodzaj Erinaceus Linnaeus, 1758 (jeż); łac. przyrostek zdrabniający -olus[11]. Gatunek typowy (oryginalne oznaczenie): Hemiechinus microtis Laptev, 1925 (= Erinaceus auritus J.F. Gmelin, 1770).

### Podział systematyczny
Do rodzaju należą następujące występujące współcześnie gatunki:
| Grafika | Gatunek              | Autor i rok opisu   | Nazwa zwyczajowa | Podgatunki         | Rozmieszczenie geograficzne | Podstawowe wymiary                          | Status IUCN |
| ------- | -------------------- | ------------------- | ---------------- | ------------------ | --- | ------------------------------------------- | ----------- |
|         | Hemiechinus auritus  | (J.F. Gmelin, 1770) | stepojeż uszaty  | 3 podgatunki       | od wschodniej Ukrainy do Mongolii i środkowej Chińskiej Republiki Ludowej, północno-wschodnia Afryka (północna Libia i północny Egipt), Azja Zachodnia do zachodniego Pakistanu; introdukowany do Cypru | DC: 16–28 cm DO: 1–5,5 cm MC: 0,2–1,1 kg    | LC          |
|         | Hemiechinus collaris | (J.E. Gray, 1830)   | stepojeż obrożny | gatunek monotypowy | Pakistan (Chajber Pasztunchwa, Pendżab i Sindh) oraz Indie (Gudźarat, Radżastan i Uttar Pradesh) | DC: 14–18 cm DO: około 2,3 cm MC: 257–306 g | LC          |

Kategorie IUCN:  LC  – gatunek najmniejszej troski.
Opisano również gatunek wymarły z plejstocenu dzisiejszego Azerbejdżanu:
- Hemiechinus azerbajdzanicus Zaidova, 1961